# Fehérfejű függőcinege

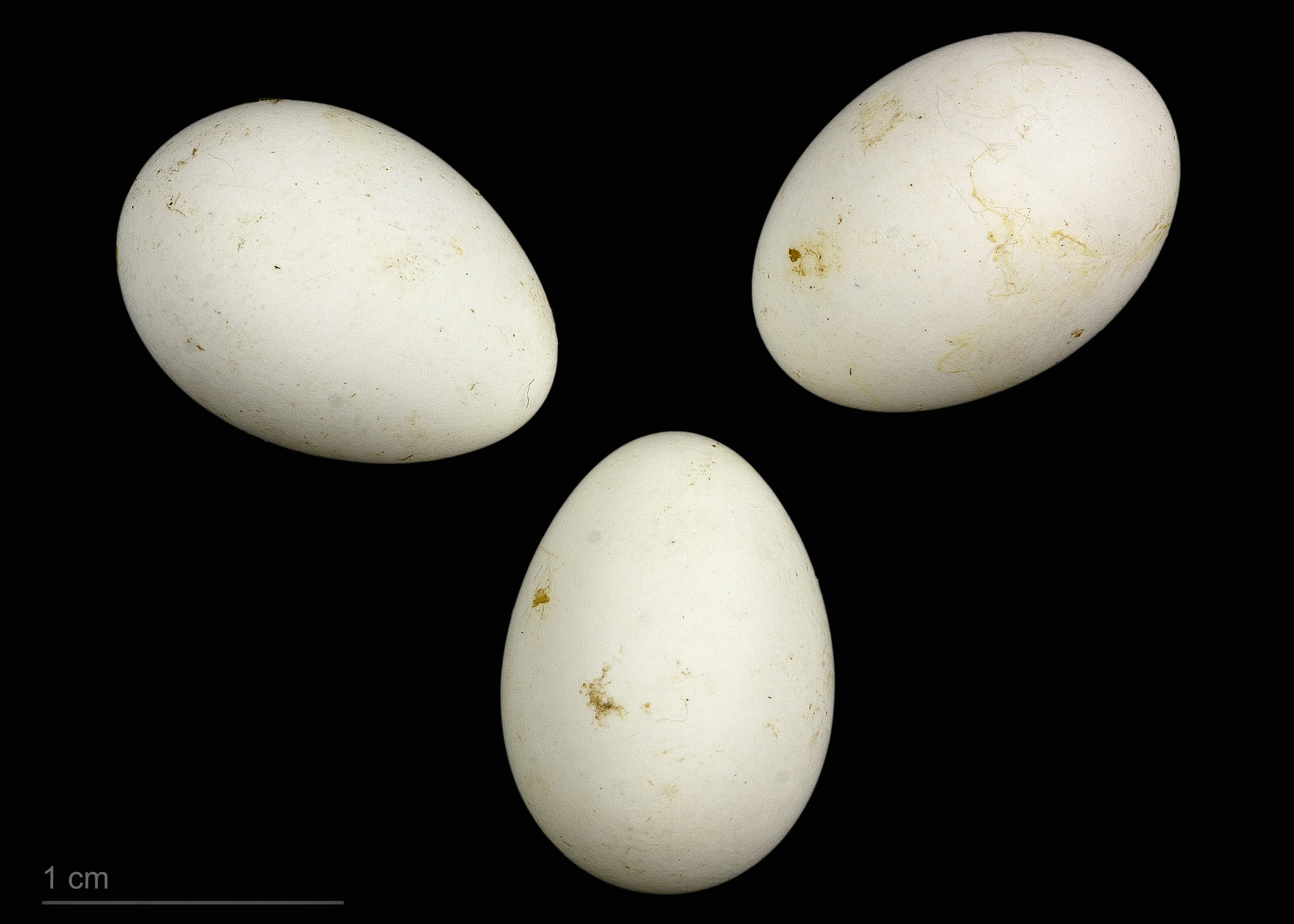
Remiz coronatus

A fehérfejű függőcinege vagy koronás függőcinege (Remiz coronatus) a verébalakúak (Passeriformes) rendjébe, ezen belül a függőcinege-félék (Remizidae) családjába tartozó, mintegy 10-11 centiméter hosszú madárfaj. Afganisztán, Kína, India, Irán, Kazahsztán, Kirgizisztán, Mongólia, Oroszország, Pakisztán, Üzbegisztán, Tádzsikisztán és Türkmenisztán boreális éghajlatú és mérsékelt övi erdeiben költ, szubtrópusi erdeiben telel át. Pókokkal, rovarokkal, magokkal táplálkozik. Májustól júniusig költ.

## Alfajai
- R. c. coronatus (Severtsov, 1873) – dél- és délkelet-Kazahsztán, észak-Üzbegisztán, dél-Türkmenisztán, Kirgizisztán, északnyugat-Kína, Tádzsikisztán és északnyugat-Afganisztán területén költ, a telet kelet-Irán, észak- és nyugat-Afganisztán, Pakisztán, északnyugat-India területén tölti;
- R. c. stoliczkae (Hume, 1874) – kelet-Kazahsztán, dél-Oroszország, északnyugat- és közép-Mongólia valamint északnyugat- és észak-Kína területén költ.

## Fordítás
- Ez a szócikk részben vagy egészben  a   White-crowned penduline tit című angol Wikipédia-szócikk fordításán alapul.  Az eredeti cikk szerkesztőit annak laptörténete sorolja fel. Ez a jelzés csupán a megfogalmazás eredetét és a szerzői jogokat jelzi, nem szolgál a cikkben szereplő információk forrásmegjelöléseként.